# Międzylesie (Kopaniec)
Międzylesie (niem. Ramrich) – część wsi Kopaniec w Polsce, położony w województwie dolnośląskim, w powiecie karkonoskim, w gminie Stara Kamienica, w północno-wschodniej części Gór Izerskich, na skłonie Grzbietu Kamienickiego.
W latach 1975–1998 przysiółek administracyjnie należał do województwa jeleniogórskiego.

## Nazwy historyczne
- 1747 Ramberg
- 1825 Ramrich
- 1945 Gogolice
- 1960 Międzylesie